# Rễ mầm

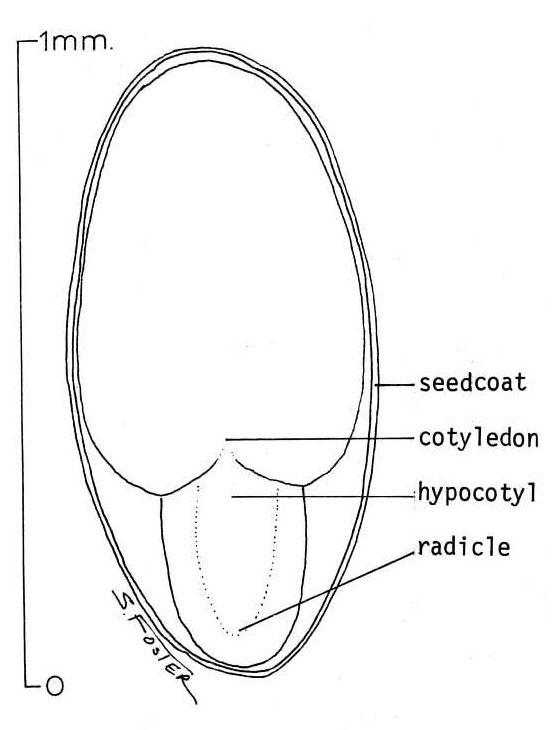
hạt giống liễu Scouler (Salix scouleriana)

Trong thực vật học, rễ mầm là phần đầu tiên của cây con (phôi thực vật đang phát triển) xuất hiện từ hạt trong quá trình nảy mầm. Các rễ mầm là rễ phôi của cây và phát triển xuống dưới bên trong lòng đất (chồi nổi lên từ chồi mầm). Phía trên rễ mầm là thân phôi hoặc trụ dưới lá mầm, hỗ trợ (các) lá mầm.
Đây là rễ phôi bên trong hạt giống. Đó là điều đầu tiên xuất hiện từ một hạt giống và nằm trong lòng đất để cho phép hạt giống hút nước và gửi lá của nó để nó có thể bắt đầu quang hợp.
Các rễ mầm nổi lên từ một hạt giống thông qua lỗ noãn. Các hạt trong cây con được phân thành hai loại chính. Những hạt chỉ ra khỏi vết sẹo vỏ hạt hoặc rốn hạt được phân loại là antitropous, và những rễ mầm chỉ về phía rốn hạt là syntropous.
Nếu các hạt bắt đầu phân rã, cây con trải qua giảm xóc trước. Bệnh này xuất hiện trên các rễ mầm như những đốm tối. Cuối cùng, nó gây ra cái chết của cây con.
Chồi mầm là chồi non. Nó phát triển sau rễ mầm.
Năm 1880, Charles Darwin đã xuất bản một cuốn sách về thực vật mà ông đã nghiên cứu, Sức mạnh của sự di chuyển trong thực vật, nơi ông đề cập đến rễ mầm.
Thật khó có thể nói quá khi nói rằng đầu của rễ mầm được ban tặng [..] hoạt động giống như não của một trong những động vật bậc thấp; bộ não nằm ở phía trước của cơ thể, nhận được các tín hiệu từ các cơ quan cảm giác và chỉ đạo một số chuyển động.